# 柴鼠兄弟
柴鼠兄弟（英語：ZRBros），是由柴、鼠二人共同創立的雙人團體，於2017年4月5日於YouTube官方發表第一支自創作品，頻道成立之初以多元題材發展，之後以投資理財為主要題材。

## 簡介
「柴」的英文名為Hank，求學階段依序為松山工農機械科、亞東技術學院二專部、淡江大學大眾傳播學系，畢業後在同一個工作領域工作了7～8年的時間。「鼠」曾以RJ Hikaru為化名，大學就讀輔仁大學廣告傳播學系，畢業後在同一家媒體代理商工作了10年。（中間曾去澳洲打工度假1年）
原本都從事媒體代理業的廣告行銷相關工作，也曾留職停薪，赴澳洲打工度假1年，並將申請簽證、如何在澳洲找到合適的工作等細節都寫在部落格上，將自身經驗分給大眾。
在踏入YouTuber領域之後，頻道內容包山包海，像是新奇好物、餐廳或美食等開箱文的，推出各種實驗性料理的，以及透過「說」、「演」型態並重的說書型態來分享好書，還有標榜提高FQ（財務智商，Financial Quotient）的節目。
然而一開始的訂閱數卻始終不見以色，直至兩人又經過一段時間的檢討、測試與觀察後，發現有一半以上的流量是來自「夯翻鼠FQ」系列，而且呈現穩健成長的趨勢，也讓兩人更確信要致力於發展「夯翻鼠FQ」，建立專業財經YouTuber的路線。
2020年出版首本書籍《跟著柴鼠學FQ，做自己的提款機》，2022年出版第二本書籍《跟著柴鼠減加乘：存股ETF從二年十張開始》。

## 外部連結
- YouTube上的柴鼠兄弟頻道
- 柴鼠兄弟的Facebook專頁
- 柴鼠兄弟的Instagram帳戶
- 柴鼠兄弟的Dcard帳戶